# Gino Pistoni
Gino Pistoni (Ivrea, 25 febbraio 1924 – Tour d'Héréraz, 25 luglio 1944) è stato un partigiano italiano, morto nel corso della Resistenza.

## Biografia
Gino Pistoni nacque a Ivrea, il 25 febbraio 1924, da Dante e Maria Ferrando. Iniziò gli studi presso le scuole elementari dell'Opera Pia Morena, gestita dalle Suore di Carità dell'Immacolata Concezione. Proseguì al Collegio "Giusto Morgando" di Cuorgnè, retto dai padri Salesiani, ove frequentò le prime tre classi del Ginnasio. Terminò gli studi al Collegio San Giuseppe di Torino, diretto dai Fratelli delle Scuole Cristiane, diplomandosi ragioniere.
Gino si fece conoscere ed apprezzare per il suo impegno costante negli studi e nei doveri umani e cristiani, per le attività sportive e per la cura scrupolosa della propria formazione religiosa.
Nel 1942 ebbe una vera svolta per la sua vita, entrando nelle file dell'Azione Cattolica della città di Ivrea. In associazione conobbe figure eminenti nella formazione della gioventù, sacerdoti e laici, che gli furono guida ed assistenti, nella sua attività di giovane impegnato a mettere in pratica il triplice motto dell'AC: Preghiera, Azione, Sacrificio.
L'8 febbraio 1944 ad Angelo Aira, dell'AC, scriveva: "Se il Signore ti ha chiamato, non rigettare la sua Grazia, ma rispondi generoso all'appello divino". Un assistente che lo conosceva bene, don Meaglia, scrisse di lui: "È un giovane che ha saputo rispondere generosamente al primo impulso della Grazia, dire di sì a Cristo che gli passava accanto".
In occasione del suo ingresso nella "Società Operaia del Getsemani", movimento spirituale di dedizione all'Apostolato fondato da Luigi Gedda all'interno dell'AC, Gino Pistoni scrisse questa preghiera che doveva rimanere segreta: "Il mio cuore oggi eleva a Te, o Signore, un inno di lode e di ringraziamento per le molteplici e sublimi grazie che visibilmente mi hai elargito in abbondanza in questi ultimi anni. Ti ringrazio di avermi chiamato, due anni fa, a far parte dell'Azione Cattolica e di aver dato alla mia vita, prima di allora veramente vuota, uno scopo che la rendesse degna di essere vissuta... Ti chiedo la grazia di dividere con Te le sofferenze del Getsemani; accettale benigno e dammi la forza di sopportarle in espiazione dei peccati miei e dell'umanità intera. Concedimi inoltre la grazia necessaria per vivere una vita interamente e profondamente cristiana, tutta dedita al Tuo servizio e alla salvezza delle anime. Amen".
Era segretario diocesano della Gioventù Italiana di Azione Cattolica.

## La resistenza
Nei giorni terribili della seconda guerra mondiale, girava in bicicletta per i vari circoli giovanili e, come tanti altri giovani d'Azione Cattolica, avvertì la necessità di servire la causa della giustizia e della libertà, entrando così in una formazione partigiana, non facendo questa scelta per passione di guerra, né per un particolare odio verso i nemici, ma solo per partecipare alla Resistenza agli invasori e per la difesa dei diritti delle popolazioni occupate. Fra i partigiani mantenne sempre un contegno lineare e irreprensibile, in coerenza con i suoi principi cristiani, suscitando stima e rispetto anche in chi si riteneva non credente.
All'inizio del 1944 gli pervenne la chiamata alle armi della Repubblica di Salò. Pistoni si presentò al Distretto di Ivrea e prestò servizio militare dal 30 aprile al 26 giugno del 1944. Il 20 giugno 1944 entrò a far parte, col nome di battaglia di “Ginas”, di una Brigata della 7ª Divisione Garibaldi e si diede alla macchia..

### Atto eroico
Il 25 luglio 1944, durante un attacco tedesco delle SS nella bassa Valle del Lys, mentre gli altri partigiani fuggivano, egli si attardò a soccorrere un soldato tedesco ferito a Tour d'Héréraz, venendo colpito da una scheggia di mortaio, che gli recise l'arteria femorale. Restò nella più completa solitudine a dissanguarsi e a consumare la sua agonia, compiendo con le residue capacità, prima di spirare, un vero atto di fede: con le dita intrise di sangue, scrisse sulla tela del tascapane un messaggio-testamento rimasto unico nella storia della Resistenza “Offro la mia vita per l'Azione Cattolica e per l'Italia, W Cristo Re”.
Il suo cadavere venne ritrovato quattro giorni dopo con accanto, macchiato di sangue, il ‘Piccolo Ufficio della Madonna’; il funerale si tenne in forma privata a causa della guerra; ma la fama della sua santità si estese subito e il suo testamento di sangue, divenne oggetto di scritti di Dirigenti d'Azione Cattolica dell'epoca.
Il cippo funebre posto nel luogo della morte, al km 3.6 della S.R. 44, all'inizio di uno spiazzo sul bordo destro della strada poco dopo la galleria, così ricorda il sacrificio di Gino Pistoni: “Su queste rocce dove oggi è gioia e libertà nel tragico mattino del 25 luglio 1944 recisi dal lampo di colpi mortali reclinavano nella morte i venti anni di GINO PISTONI fedele al precetto divino che non esiste amore più grande di chi dà la vita per un amico egli donava la sua per il nemico e sull'umile sacco testimone di nobile lotta col sangue ardente scrisse ITALIA e come fuoco incise VIVA CRISTO RE”.

## Dedicazione
Nel 1945 il Comune di Ivrea gli intitolò lo Stadio comunale e una piazza della città.
La Diocesi di Ivrea acquistò nel 1951 una casa alpina a Gressoney-Saint-Jean e gliela dedicò. La struttura è tuttora in funzione come centro di formazione e ricreazione per i giovani e le famiglie.
Il cardinale Tarcisio Bertone, parlando agli assistenti dell'Azione Cattolica, disse: È Cristo che dona il suo stesso Spirito, che sostiene la nostra volontà di bene e ci rende forti contro gli assalti del male. L'eroico giovane di Azione Cattolica, Gino Pistoni di Ivrea, lo aveva capito bene. Prima di morire, ha ancora avuto la forza di scrivere sul suo sacchetto col suo sangue: "Offro la mia vita per l'Azione Cattolica e per l'Italia. Viva Cristo Re!"
Anche il Sommo Pontefice Benedetto XVI, ha fatto riferimento a Gino Pistoni durante la visita a Romano Canavese il 19 luglio 2009: Il Papa, accompagnato dal segretario particolare monsignor Georg Gänswein, si è inginocchiato ed è rimasto qualche minuto in preghiera davanti all'altare maggiore, dove al lato era stata collocata la teca che racchiude il telo scritto con il sangue prima di morire dal servo di Dio, il partigiano Gino Pistoni.

## Causa di beatificazione
Nel 1994, a 50 anni dalla sua morte, il Vescovo di Ivrea mons. Luigi Bettazzi avviò la causa di beatificazione. Conclusa la prima fase diocesana, Gino Pistoni è stato dichiarato Servo di Dio e dal 1999 la causa prosegue presso la Congregazione per le Cause dei Santi.